# Attalea amylacea
Attalea amylacea är en enhjärtbladig växtart som först beskrevs av João Barbosa Rodrigues, och fick sitt nu gällande namn av Scott Zona. Attalea amylacea ingår i släktet Attalea och familjen Arecaceae. Inga underarter finns listade i Catalogue of Life.